# Strange Little Birds
Strange Little Birds es el sexto álbum de estudio de la banda estadounidense de rock alternativo Garbage, publicado el 10 de junio de 2016 por el sello independiente Stunvolume. Es el segundo álbum de Garbage producido de manera independiente, luego de Not Your Kind of People de 2012.
El título del álbum proviene de una de las letras del álbum "Even Though Our Love Is Doomed". Se publicó solo un sencillo titulado "Empty" y se llevó a cabo una gira mundial que recorrió Estados Unidos, México y parte de Europa y Sudamérica.

## Lista de canciones
| N.º | Título                            | Duración |  |
| 1.  | «Sometimes»                       | 2:52     |  |
| 2.  | «Empty»                           | 3:54     |  |
| 3.  | «Blackout»                        | 6:32     |  |
| 4.  | «If I Lost You»                   | 4:11     |  |
| 5.  | «Night Drive Loneliness»          | 5:24     |  |
| 6.  | «Even Though Our Love Is Doomed»  | 5:26     |  |
| 7.  | «Magnetized»                      | 3:54     |  |
| 8.  | «We Never Tell»                   | 4:25     |  |
| 9.  | «So We Can Stay Alive»            | 6:01     |  |
| 10. | «Teaching Little Fingers to Play» | 3:58     |  |
| 11. | «Amends»                          | 6:04     |  |

| Canción adicional en LP |                          |          |  |
| N.º                     | Título                   | Duración |  |
| 12.                     | «FWY (Fucking With You)» | 4:44     |  |